# NGC 5223
NGC 5223 là một thiên hà hình elip trong chòm sao Lạp Khuyển. Nó được phát hiện vào ngày 1 tháng 5 năm 1785 bởi William Herschel.